# Kängurukatze

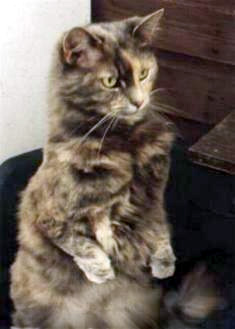
Känguruhkatze mit verkürzten Vorderbeinen

Eine Kängurukatze oder in der englischen Umgangssprache auch Squitten ist eine Katze, bei der die Vorderbeine nicht vollständig ausgeprägt sind. Medizinisch wird von einer Hypoplasie oder Hemimelie des Radius gesprochen. Eine oder beide Vorderextremitäten sind verkürzt, die Tiere lahmen und der Bewegungsumfang im Ellbogen- und Vorderfußwurzelgelenk ist eingeschränkt.
Bei dem Wort Squitten handelt es sich um ein Portmanteauwort aus squirrel (engl. Eichhörnchen) und kitten (engl. Kätzchen). Wegen der Missbildung der Vorderbeine sitzen diese Tiere oft auf ihren Hinterpfoten und können mit den Vorderpfoten den Boden nicht erreichen, so dass ihr Aussehen Eichhörnchen oder Kängurus ähnelt. Die Vorderpfoten können aufgrund der unvollständigen Ausbildung der Röhrenknochen nicht laufen und nicht scharren.
Die Ursache ist vermutlich ein Gendefekt, da Elterntiere mit betroffenen Welpen auch im nächsten Wurf Nachkommen mit diesem Defekt hervorbringen. Auch Kupfer-, Mangan- oder Zinkmangel sowie embryotoxische Arzneimittel wurden für diese seltene Fehlbildung verantwortlich gemacht. Eine Behandlung ist nicht möglich. Bei schweren Funktionseinschränkungen oder Verletzungen kann eine Amputation der betroffenen Gliedmaße angezeigt sein. Elterntiere sollten zum Unterbinden der weiteren Verbreitung kastriert werden. Die gezielte Vermehrung solcher Tiere wird als Qualzucht kritisiert.